# Ураза
Ураза́, ас-са́ум (араб. الصوم‎, дословно — «воздержаться») — мусульманский пост. Может совершаться в любой день, кроме праздничных (Ураза-байрам, Курбан-байрам и дней ташрика). В месяц Рамадан по исламскому календарю мусульмане обязаны соблюдать 29-дневный или 30-дневный пост.

## Названия
Мусульмане Центральной и Южной Азии, Турции, Ирана, Афганистана, Индии, Бангладеш, Пакистана используют слова rosa/rosa/roja/ruza/roʻza/oruç, которые происходят из перс. روزه⁩‎ (ruze). Малайская община в Малайзии, Брунее и Сингапуре называет его puasa, что происходит от санскр. उपवास (upavāsa). Слово puasa также используется в Индонезии, Южном Таиланде и на юге Филиппин.

## В Коране
В Коране практика поста упоминается в 183-м аяте 2-й суры (аль-Бакара). В аяте описываются ситуации, в которых мусульманину разрешено воздерживаться от поста, и предлагает альтернативные решения, такие как кормление нуждающихся людей (затем это установление было отменено 185 аятом суры «Аль-Бакара»: «И кто из вас застанет этот месяц, пусть постится…»). Кроме того, в 196-м аяте подчеркивается, что путешествующим или больным людям не обязательно поститься. Согласно же аяту 95 из 5-й суры (Аль-Маида), среди прочего, пост может быть использован для искупления некоторых грехов, таких как убийство животного во время ихрама.

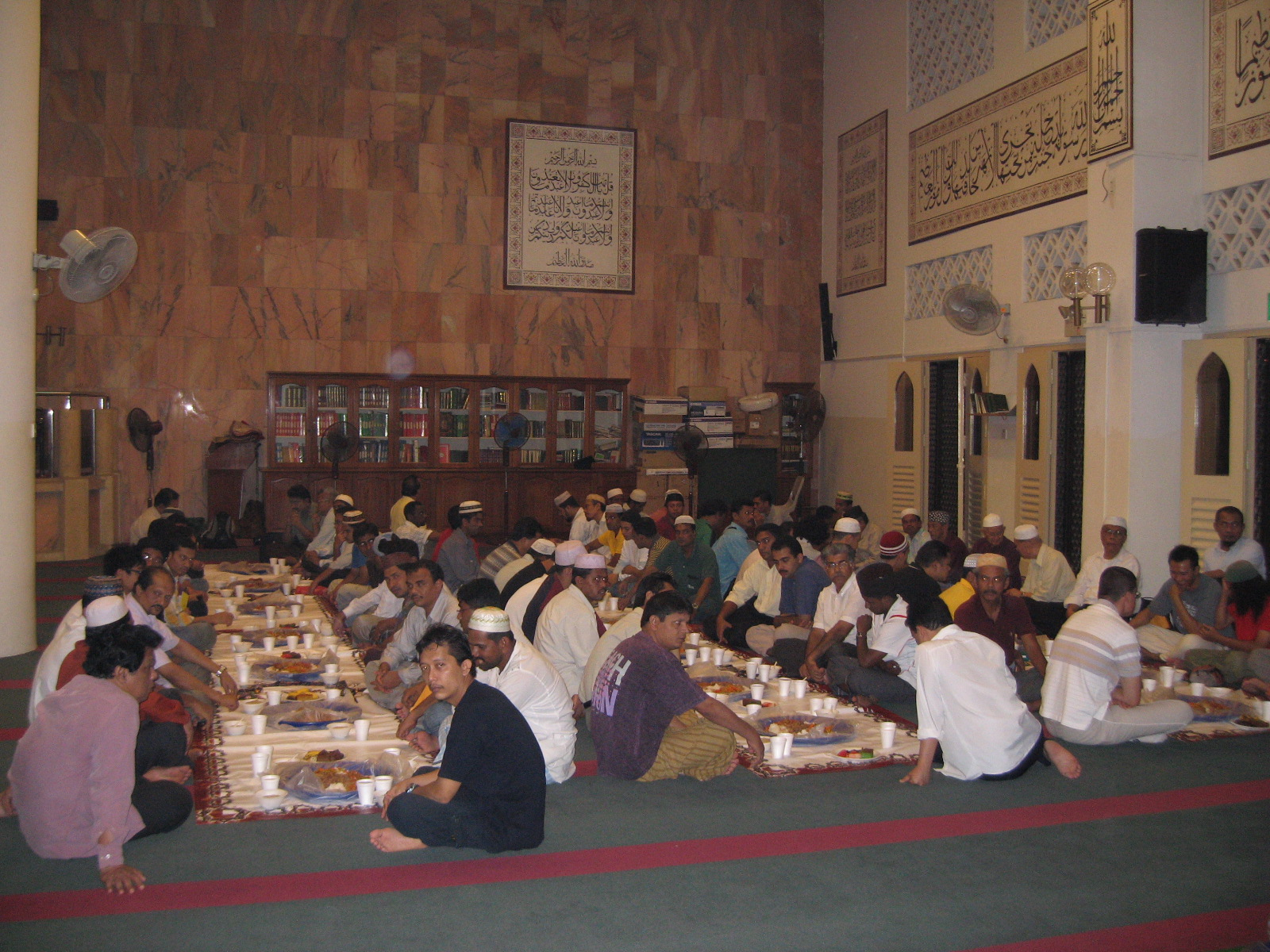
Завершение поста в мечети

О, те, которые уверовали! Вам предписан пост, подобно тому, как он был предписан вашим предшественникам, — быть может, вы устрашитесь. Поститься следует считанное количество дней. А если кто из вас болен или находится в пути, то пусть постится столько же дней в другое время. А тем, которые способны поститься с трудом, следует во искупление накормить бедняка. А если кто добровольно совершает доброе дело, то тем лучше для него. Но вам лучше поститься, если бы вы только знали! В месяц Рамадан был ниспослан Коран — верное руководство для людей, ясные доказательства верного руководства и различение. Тот из вас, кого застанет этот месяц, должен поститься. А если кто болен или находится в пути, то пусть постится столько же дней в другое время. Аллах желает вам облегчения и не желает вам затруднения. Он желает, чтобы вы довели до конца определённое число дней и возвеличили Аллаха за то, что Он наставил вас на прямой путь. Быть может, вы будете благодарны… Вам дозволено вступать в близость с вашими женами в ночь поста. Ваши жены — одеяние для вас, а вы — одеяние для них. Аллах знает, что вы предаёте самих себя (ослушаетесь Аллаха и вступаете в половую близость с жёнами по ночам во время поста в Рамадане), и поэтому Он принял ваши покаяния и простил вас. Отныне вступайте с ними в близость и стремитесь к тому, что предписал вам Аллах. Ешьте и пейте, пока вы не сможете отличить белую нить рассвета от чёрной, а затем поститесь до ночи…
—  2:183—187 (Кулиев)

## Определение
Мусульманам запрещено есть и пить от рассвета (фаджр, момент наступления утренней молитвы) до захода солнца (магриб, момент наступления вечерней молитвы). Пост также рассматривается как средство контроля своих желаний (в еде, питье и интимной близости) и посвящения себя Богу.

## Условия

### Намерение (ният)
Намерение (ният) означает решимость поститься. Намерение произносится сердцем и подтверждается языком на любом понятном постящемуся языке. Чтобы пост был принят, намерение обязательно.

### Запретные действия
Во время поста запрещается курение, принятие внутрь лекарств, любые действия сексуального характера, удовлетворяющие половую страсть. Специфика поста в исламе заключается в том, что ограничивается не состав пищи, а время её принятия.

### Дополнительные действия
Помимо воздержания от этих потребностей, мусульмане в течение этого месяца также более интенсивно выражают свою преданность и верность Аллаху. Кроме обычных пяти молитв каждую ночь, индивидуально или коллективно, совершается предусмотренный только во время Рамадана дополнительный намаз, называемый таравих.
Пост во время Рамадана предписан, чтобы укреплять мусульман в самодисциплине и точном исполнении Божьих наказов. При нарушении поста во время Рамадана верующий должен покаяться и соблюсти пост позже. Если же он увидел вкушающего человека, не соблюдающего пост, то должен ему напомнить.
Ислам признаёт, что такие физические нужды и желания, как пища, питьё и половое влечение, являются мощными факторами в человеческой жизни, делая человека зависимым от них. Поэтому от мусульманина требуется один месяц в году ежедневно воздерживаться от удовлетворения этих потребностей для того, чтобы развивать духовный элемент своей природы. Испытание голодом, жаждой и половое воздержание — причём все эти тяготы переносятся добровольно, — всё это способствует освобождению человека от господства физических нужд и человеческих потребностей, позволяя ему в этот период стремиться к духовным целям и ценностям. Таким образом, Рамадан — это месяц, во время которого мусульманин, благодаря меньшей озабоченности своими физическими потребностями, имеет уникальную возможность посвятить себя поклонению Аллаху и духовному развитию.

## Нарушение поста
Состояние ритуальной нечистоты, в том числе рвота и кровопускание, нарушает соблюдение постов. Менструация («хайд») и послеродовое кровотечение («нифас») считаются состояниями, отменяющими необходимость соблюдения поста, однако позже требуется возместить пропущенные дни. Принятие лекарств, таблеток, инъекции (кроме необходимых для планового лечения, типа пенициллина или инсулина) и переливание крови рассматриваются формально как принятие пищи.
Консенсус мусульманских авторитетных лиц (иджма) состоит в том, что пропущенные дни обязательного поста нужно обязательно возместить позже.

## Желательные посты
Мусульманам рекомендовано соблюдать желательные посты:
- в первый месяц по исламскому календарю Мухаррам;
- каждый понедельник и четверг (по лунному календарю);
- тринадцатого, четырнадцатого и пятнадцатого числа каждого лунного месяца (дни полнолуний);
- первые десять дней месяца Зу-ль-хиджа;
- девятого, десятого, одиннадцатого или с девятого по десятое или с десятого по одиннадцатое числа месяца Мухаррам;
- шесть дней месяца Шавваль.